# Vibeke Løkkeberg
Vibeke Løkkeberg, z domu Kleivdal (ur. 22 stycznia 1945 w Bergen) – norweska aktorka, reżyserka i scenarzystka filmowa oraz pisarka.
Jako aktorka zadebiutowała w filmie Påla Løkkeberga pt. Liv (1967). Napisała scenariusze do większości swoich filmów. Jej film Hud (1986) wzbudził wiele kontrowersji w Norwegii. Został jednak wybrany na festiwal w Cannes i pokazany w ramach sekcji Un Certain Regard podczas 40. MFF w Cannes w 1987.
W 2015 otrzymała nagrodę honorową komitetu Amandy (norw. Amandakomiteens ærespris).
Jej pierwszym mężem był reżyser Pål Løkkeberg (1934–1998), a drugim producent Terje Kristiansen (1944–2021), z którym ma dwie córki.
W 2020 ukazała się książka biograficzna o artystce autorstwa Johanne Kielland Servoll pt. Vibeke Løkkeberg. En kunstnerbiografi.

## Filmografia
reżyseria
- 1977: Åpenbaringen
- 1981: Løperjenten
- 1986: Hud
- 1991: Måker
- 1992: Der gudene er døde
- 2010: Gazas tårer (film dokumentalny)

aktorka
- 1967: Liv jako Liv
- 1970: Exit jako Maria
- 1977: Åpenbaringen jako młoda kobieta
- 1978: Formynderne jako Else Kant
- 1981: Løperjenten jako Lise
- 1984: Høvdingen jako Eva
- 1991: Måker jako Anna

## Twórczość pisarska
- 1989: Leoparden
- 1995: Jordens skygge
- 2002: Purpur
- 2004: Brev til Himmelen
- 2007: Allierte